# Pocharica pavida
Pocharica pavida är en insektsart som beskrevs av Melichar 1898. Pocharica pavida ingår i släktet Pocharica och familjen Ricaniidae. Inga underarter finns listade i Catalogue of Life.